# Bundesstraße 285
Pour les articles homonymes, voir Route 285.
La Bundesstraße 285 est une Bundesstraße des Länder de Thuringe et de Bavière.

## Géographie
La Bundesstraße 285 part de Bad Salzungen, passe par les collines dans la vallée de la Felda, qu'elle suit jusqu'à la source. Elle traverse la frontière avec la Bavière et traverse la vallée de la Streu jusqu'aux environs de Mellrichstadt, où elle se termine.
La B 285 sert principalement le trafic local dans l'est du Rhön et n'a qu'une faible densité de trafic en raison de son emplacement loin des grandes villes.
En Thuringe, la B 285 fait partie de la Deutsche Alleenstraße. Le tracé de l'ancienne ligne de Dorndorf à Kaltennordheim est parallèle à la Bundesstraße, dont une partie est maintenant utilisée comme piste cyclable touristique.

## Histoire
Jusqu'en 2005, la B 285 commence au pont de la Werra de Dorndorf et traversait la vallée de la Felda par Dietlas, Stadtlengsfeld et Weilar jusqu'à Dermbach. Avec le contournement sud de Bad Salzungen, la Bundesstraße 62, le réseau de transport est changé en 2005 pour le tracé actuel. Avant Dermbach, la B 285 rejoint la route d'origine à Hartschrecken, qui est démolie pour former une Landesstraße entre Dorndorf et Hartschimmern.
Jusqu'en 2005 également, la B 285 se terminait presque directement au centre-ville de Mellrichstadt. Avec l'ouverture de la BAB 71 à la circulation, le contournement de Mellrichstadt est relevé jusqu'à la B 285 et la Bundesstraße se termine aujourd'hui au carrefour de Mellrichstadt.
Dans certaines zones de l'arrondissement de Wartburg, la Bundesstrasse 285 est au centre des accidents. Entre 1991 et 2012, il y a eu 60 accidents mortels sur la B 285 dans le seul arrondissement de Wartburg.

## Source
- (de) Cet article est partiellement ou en totalité issu de l’article de Wikipédia en allemand intitulé « Bundesstraße 285 » (voir la liste des auteurs).

1. ↑  (de) Stephan Sachs, « Allee 285: Wenn die Straße wie ein Tunnel wirkt », insuedthueringen.de,‎ 30 avril 2013 (lire en ligne)